# Sarrancolin
Sarrancolin település Franciaországban, Hautes-Pyrénées megyében. Lakosainak száma 550 fő (2022. január 1.). Sarrancolin Hèches, Ardengost, Ferrère, Ilhet, Nistos és Beyrède-Jumet-Camous községekkel határos.

## Népesség
A település népessége az elmúlt években az alábbi módon változott:
| Lakosok száma | 584  | 570  | 582  | 563  | 566  | 563  | 560  | 552  | 550  |
|               | 2013 | 2015 | 2016 | 2017 | 2018 | 2019 | 2020 | 2021 | 2022 |